# Film u 2007.
◄◄ | ◄ | 2004. | 2005. | 2006. | 2007.  | 2008. | 2009. | 2010. | ► | ►►
Arhitektura • Astronautika • Astronomija • Biologija • Film • Fotografija • Glazba • Kazalište • Kemija • Kiparstvo • Knjige • Književnost • Kršćanstvo • Meteorologija • Medicina • Planinarstvo • Politika • Pravo • Promet • Slikarstvo • Strip • Šport • Televizija • Znanost • Zrakoplovstvo • Željeznički promet
Film u 2007.

## Svijet

### Filmovi
- Juhu-hu
- Shrek Treći
- Ja sam legenda
- Umri muški 4.0
- Pirati s Kariba: Na kraju svijeta
- Bourneov ultimatum
- Spider-man 3
- Charlie Wilson's War
- Veliki borci riječima
- Beowulf
- Transformeri

## Vanjske poveznice
|  | Zajednički poslužitelj ima još gradiva o temi Filmovi iz 2007. |